# Abigail II: The Revenge
Abigail II: The Revenge es el décimo álbum de estudio de la banda King Diamond lanzado en el 2002 y es la continuación del álbum de 1987 Abigail.
La portada fue realizada por Travis Smith.
De acuerdo con notas del álbum, el personaje de Brandon Henry está basado en un amigo de King Diamond llamado Brandon J. Henry. 

## Argumento
El argumento esta correlacionado con el del primer disco de Abigail, y el escucha descubrirá que ella (Abigail) es en realidad media hermana de O`Brian, el misterioso líder de los Black Horsemen del disco original, y se mantiene vivo. El año es 1863, y Abigail tiene ahora 18 años. Ella camina a través de un bosque a la mansión del argumento original, donde están bloqueadas las puertas. Ella iba a morir, cuando ' Little one', el fantasma del Abigail original de 1777 abre las puertas. Abigail entra y es saludada por el criado de Jonathan, Brandon Henry. Resulta que Jonathan no murió después de que él cayó por las escaleras, pero está confinado a una silla de ruedas. Él no se ha movido desde la muerte de Miriam y ahora se llama conde de Lafey. Él saluda a Abigail, llamándola Miriam y creyendo que ella volvió (ella murió del dolor cuando ella dio a luz a Abigail). Él se va a la cama, tomando a Abigail, donde Jonathan la viola, y Abigail decide conseguir venganza. Abigail va a la cripta a ver su última encarnación. Brandon Henry encuentra a ella y a Abigail toma un afilado collar del cuello del bebe (el mismo de The Eye) y raja su garganta. Ella pone vidrio quebrado en la comida de Jonathan y cuando el muere le prende fuego a su cadáver. El fuego se esparce hasta Abigail y ella muere también. El cuerpo del gemelo de Abigail todavía está vivo porque el fuego no puede llegar a la cripta, así que su fantasma no muere. 

## Lista de canciones
Letras por King Diamond. 
1. "Spare this Life" – 1:44 (Diamond)
2. "The Storm" – 4:22 (Diamond)
3. "Mansion in Sorrow" – 3:36 (LaRocque)
4. "Miriam" – 5:10 (Diamond)
5. "Little One" – 4:31 (Diamond)
6. "Slippery Stairs" – 5:10 (LaRocque)
7. "The Crypt" – 4:11 (Diamond)
8. "Broken Glass" – 4:13 (Diamond)
9. "More than Pain" – 2:31 (Diamond)
10. "The Wheelchair" – 5:19 (Diamond)
11. "Spirits" – 4:57 (LaRocque)
12. "Mommy" – 6:26 (Diamond)
13. "Sorry Dear" – 0:53 (Diamond)

## Créditos
- King Diamond - Voces, Teclados
- Andy LaRocque - Guitarra, Teclados
- Mike Wead - Guitarra
- Hal Patino - Bajo
- Matt Thompson - Batería
- Kol Marshall - Teclados Adicionales, Cuerdas y clavicémbalo
- Alyssa Biesenberger - Voz en "Little One"

- Datos: Q1756789